# 7 ans après
 (avril 2012).
Si vous disposez d'ouvrages ou d'articles de référence ou si vous connaissez des sites web de qualité traitant du thème abordé ici, merci de compléter l'article en donnant les références utiles à sa vérifiabilité et en les liant à la section « Notes et références ».
7 ans après est un roman de Guillaume Musso paru en 2012.

## Résumé
Il raconte l'histoire de Sebastian et Nikki. Un luthier aux doigts d'or et une artiste rêvant de s'engager dans le mannequinat qui, après s'être attirés, mariés et être devenus parents des jumeaux Camille et Jérémy, ont divorcé en réalisant que leurs univers étaient trop incompatibles pour leur permettre de rester ensemble.
Se partageant la garde exclusive de chacun des jumeaux, Sebastian accable sa fille Camille de règles sévères et l'espionne, tandis que Nikki laisse à son fils toutes sortes de libertés dans tous les domaines.
Mais tout bascule quand Nikki vient trouver Sébastian : Jérémy a disparu ! Les ex-époux doivent s'unir pour retrouver leur fils. De Paris à la jungle brésilienne, leur recherche les conduira à redécouvrir des sentiments qu'ils pensaient éteints depuis longtemps...

## Livres audio
- Guillaume Musso, 7 ans après, Paris, éd. Audiolib, 4 juillet 2012 (ISBN 978-2-35641-496-0, BNF 42698660)Narrateur : Bertrand Suàrez-Pazos; support : 1 disque compact audio MP3 ; durée : 7 h 48 min environ; référence éditeur : Audiolib 25 0569 1